# Roberts International Airport
Roberts International Airport är en flygplats i Liberia.   Den ligger i regionen Margibi County, i den centrala delen av landet, 50 km öster om huvudstaden Monrovia. Roberts International Airport ligger 9 meter över havet.
Terrängen runt Roberts International Airport är platt. Runt Roberts International Airport är det tätbefolkat, med 308 invånare per kvadratkilometer. Trakten runt Roberts International Airport består huvudsakligen av våtmarker.